# 埋没毛
埋没毛（まいぼつもう）とは脱毛・剃毛・除毛などの処理を行った後、何らかの原因で皮膚内で発毛・成長してしまった体毛のことである。埋もれ毛・埋まり毛とも呼ばれる。

## 主な原因
毛抜きや剃刀を用いて体毛を自己処理した際に発生しやすい。以下の様な症状が表れる。
- 処理時に皮膚が傷つくことでかさぶたが形成され、そのために毛穴が塞がれ毛が皮膚表面に出てこられなくなる。
- 毛が切れ、先が尖ることで毛穴ではない皮膚内を貫通してしまう。

このような原因により皮膚内に進入した毛がそのまま成長してしまうことで生ずる。
主に脱毛をする女性に多く見られ、脇やビキニラインなど皮膚の弾力がなく毛の生える方向がまちまちの部位に発生しやすい。

## 影響
埋没毛が生じた結果、肌が鳥肌状に荒れたりしてしまうがほとんどの場合、毛がそれ以上伸びないところまで放置しておくと自然に分解され排泄されてしまう。しかし場合によっては色素沈着を起こしたり、炎症を起こし毛嚢炎になることもある。

## 予防法
まずは毛抜きや剃刀を使った自己処理をやめることである。